# Orcinas
Orcinas település Franciaországban, Drôme megyében. Lakosainak száma 39 fő (2022. január 1.). Orcinas Bourdeaux, Comps, Crupies és Vesc községekkel határos.

## Népesség
A település népességének változása:
| Lakosok száma | 44   | 34   | 32   | 28   | 35   | 38   | 38   | 39   | 37   | 39   |
|               | 1968 | 1982 | 1990 | 2006 | 2013 | 2015 | 2017 | 2019 | 2020 | 2022 |